# Моравін (Остшешовський повіт)
Моравін (пол. Morawin) — село в Польщі, у гміні Дорухув Остшешовського повіту Великопольського воєводства.